# Fectola melchior
Fectola melchior är en snäckart som beskrevs av James Frederick Goulstone och Brook 1999. Fectola melchior ingår i släktet Fectola och familjen Charopidae. Inga underarter finns listade i Catalogue of Life.